# Веллі-Гілл (Північна Кароліна)
Веллі-Гілл (англ. Valley Hill) — переписна місцевість (CDP) в США, в окрузі Гендерсон штату Північна Кароліна. Населення — 2207 осіб (2020).

## Географія
Веллі-Гілл розташоване за координатами 35°17′33″ пн. ш. 82°29′40″ зх. д. / 35.29250° пн. ш. 82.49444° зх. д. (35.292488, -82.494581).  За даними Бюро перепису населення США в 2010 році переписна місцевість мала площу 6,16 км², з яких 6,01 км² — суходіл та 0,16 км² — водойми.

## Демографія
Згідно з переписом 2010 року, у переписній місцевості мешкало 2070 осіб у 952 домогосподарствах у складі 606 родин. Густота населення становила 336 осіб/км².  Було 1200 помешкань (195/км²).
Расовий склад населення:
| - 91,7 % — білих - 2,2 % — чорних або афроамериканців - 0,9 % — азіатів - 0,1 % — корінних американців - 3,4 % — осіб інших рас |

До двох чи більше рас належало 1,7 %. Частка іспаномовних становила 7,1 % від усіх жителів.
За віковим діапазоном населення розподілялося таким чином: 16,2 % — особи молодші 18 років, 59,9 % — особи у віці 18—64 років, 23,9 % — особи у віці 65 років та старші. Медіана віку мешканця становила 48,6 року. На 100 осіб жіночої статі у переписній місцевості припадало 91,7 чоловіків;  на 100 жінок у віці від 18 років та старших — 91,6 чоловіків також старших 18 років.
Середній дохід на одне домашнє господарство  становив 54 150 доларів США (медіана — 40 021), а середній дохід на одну сім'ю — 62 657 доларів (медіана — 47 992). Медіана доходів становила 40 246 доларів для чоловіків та 33 385 доларів для жінок. За межею бідності перебувало 17,4 % осіб, у тому числі 44,8 % дітей у віці до 18 років та 4,5 % осіб у віці 65 років та старших.
Цивільне працевлаштоване населення становило 966 осіб. Основні галузі зайнятості: освіта, охорона здоров'я та соціальна допомога — 30,0 %, науковці, спеціалісти, менеджери — 15,7 %, роздрібна торгівля — 13,3 %.